# A Synopsis of the Queensland Flora
A Synopsis of the Queensland Flora (abreviado Syn. Queensl. Fl.) es un libro ilustrado con descripciones botánicas que fue escrito por el botánico australiano de origen inglés que trabajó la flora de Queensland Frederick Manson Bailey. Se publicó en Australia en el año 1883.

## Publicación
- Synopsis [i]-xxxii, [1]-890, 1883;
- Primer suplemento, 99, 1886;
- Segundo suplemento, 153, 1888;
- Índice, 24, 1886;
- Tercer suplemento, 135, 1890